# Oncometopia nigricans
Oncometopia nigricans är en insektsart som först beskrevs av Walker 1851.  Oncometopia nigricans ingår i släktet Oncometopia och familjen dvärgstritar. Inga underarter finns listade i Catalogue of Life.